# المنظمة العالمية للمياه
المنظمة العالمية للمياه، هي منظمة عالمية للمياه أعلن عن تأسيسها ولي العهد السعودي الأمير محمد بن سلمان في 04 سبتمبر 2023، يقع مقرها في العاصمة السعودية الرياض.

## الأهداف
تهدف المنظمة إلى تطوير وتكامل جهود الدول والمنظمات لمعالجة تحديات المياه، عبر تبادل وتعزيز التجارب التقنية والابتكار والبحوث والتطوير، وتمكين إنشاء المشاريع النوعية ذات الأولوية وتيسير تمويلها، في سبيل ضمان استدامة موارد المياه وتعزيز فرص وصول الجميع إليها.ومساهمتها في وضع قضايا المياه على رأس الأجندة الدولية، ومن ذلك تقديمها تمويلات تجاوزت 6 مليارات دولار لدول في 4 قارات حول العالم لصالح مشاريع المياه والصرف الصحي.

## المهام
العمل على تحقيق أهدافها مع الدول التي تواجه تحدياتٍ في موضوع المياه، وتولي المنظمة المشاريع المتعلقة بها أولوية في أجندتها الوطنية، بالإضافة إلى الدول التي تملك خبرات ومساهمات فاعلة في حلول المياه وفق توقعات تضاعف الطلب العالمي للمياه بحلول عام 2050م نتيجة وصول عدد سكان العالم إلى (9.8 مليارات) نسمة وفق التقديرات.